# Chuck Mangione
Charles Frank "Chuck" Mangione (uitspraak: /mændʒi'owni/) (Rochester (New York), 29 november 1940 – aldaar, 22 juli 2025) was een Amerikaans bugelspeler, dirigent en componist. Hij bracht sinds 1960 meer dan 30 muziekalbums uit.

## Loopbaan
In Rochester leidde Mangione samen met zijn broer Gap de formatie "Jazz Brothers". Hiermee maakte hij drie lp's die uitkwamen bij Riverside Records. Van 1958 tot 1963 bezocht hij de Eastman School of Music en hierna ging hij als trompettist spelen bij de "Jazz Messengers" van Art Blakey. Van 1968 to 1972 was Mangione dirigent van het Eastman jazz ensemble. In 1970 bracht hij voor het eerst weer een album uit, getiteld Friends and Love samen met het Rochester Philharmonic Orchestra en verschillende gastmuzikanten.
In de jaren 70 maakte Mangione een aantal albums met saxofonist Gerry Niewood. Tijdens deze samenwerking won hij zijn eerste Grammy Award in de categorie beste instrumentale compositie voor het nummer "Bellavia".

## Bijzondere composities
Zijn compositie "Chase the Clouds Away" werd gebruikt tijdens de Olympische Zomerspelen 1976 in Montreal (Canada). Het nummer "Give It All You Got" werd gebruikt tijdens de sluitingsceremonie van de Olympische Winterspelen 1980 in Lake Placid. In 1978 componeerde hij de soundtrack voor de film The Children of Sanchez met Anthony Quinn. Hiermee won hij in 1979 een tweede Grammy. Children of Sanchez geniet in Nederland bijzondere bekendheid, omdat het jarenlang de titelmelodie is geweest van het NCRV-radioprogramma Zaterdagsport.
In 1980 bereikte hij een groot publiek met het bekende jazz-pop nummer "Feels So Good".

## Acteur
Mangione speelt zichzelf in een aantal afleveringen van de tekenfilmserie "King of the Hill". Hierin speelt hij ook bugel. De muziek werd door hemzelf ingespeeld. De running gag hierbij is dat welk nummer hij ook speelt, het op de een of andere manier altijd eindigt in het nummer "Feels So Good". Tot en met het Amerikaanse volkslied toe. Hij speelde ook mee in een aflevering van Magnum, P.I. waar hij de rol van leider van een nachtclubband vertolkte.

## Vliegramp
In februari 2009 kwamen twee leden van zijn toenmalige band (Gerry Niewood en Coleman Mellett) om bij de vliegramp met Continental Airlines-vlucht 3407.
Mangione overleed op 22 juli 2025 op 84-jarige leeftijd in zijn slaap.

## Discografie
| - 1960 – The Jazz Brothers - 1961 – Hey Baby! - 1961 – Spring Fever - 1962 – Recuerdo - 1970 – Friends and Love... A Chuck Mangione Concert [live] - 1972 – Chuck Mangione Quartet - 1972 – Alive! - 1972 – Together [live] - 1973 – Land of Make Believe [live] - 1975 – Bellavia - 1975 – Chase the Clouds Away - 1975 – Encore [live] - 1976 – Main Squeeze - 1977 – Feels So Good - 1978 – An Evening of Magic, Live at the Hollywood Bowl [live] - 1978 – 70 Miles Young | - 1978 – Children of Sanchez - 1979 – Fun and Games - 1980 – Tarantella - 1982 – Love Notes - 1983 – Journey to a Rainbow - 1984 – Disguise - 1986 – Save Tonight for Me - 1987 – Live at the Village Gate [live] - 1988 – Eyes of the Veiled Temptress - 1991 – Encore: Mangione Concerts [live] - 1994 – The Hat's Back - 1995 – Live at the Village Gate, Vol. 2 [live] - 1999 – The Feeling's Back - 2000 – Everything for Love - 2003 – My Funny Valentine - 2004 – The Best of Chuck Mangione |